# Ytterstfors glasbruk
Ytterstfors glasbruk var ett glasbruk i Byske i Skellefteå kommun. År 1796 blev privilegier utfärdade för en vattensåg vid Ytterstforsen i Byske by, Ytterstfors såg. Den kraft som sågen behövde togs från en damm som hade byggts över Ytterstforsen för detta ändamål. Mer kraft till sågverket fick man 1817, när man hade grävt Ytterstfors kanal från dammen. År 1837 anlades ett glasbruk intill sågverket. Efter sex år slogs sågbruksbolaget och glasbruksbolaget ihop och Ytterstfors bruk bildades.

## Råvaror
Ett glasbruk kräver mycket bränsle. Inför starten av anläggningen slöt ägaren avtal om vedleveranser från bönder i trakten. De råvaror som användes vid glastillverkningen var sand, som importerades från Holland och Tyskland, och soda som importerades från England. Det behövdes också aska från björk och asp, och liksom veden, kunde det tillgodoses av bönder i omgivningarna.

## Arbetskraft
Till glasbruket rekryterade man glasblåsare från andra håll i landet. Till Byske kom därmed nya släktnamn, som Opitz, Gleisner och Graff.
De arbetare som behövdes togs bland annat från Strömbäcks glasbruk utanför Umeå och Sandö glasbruk vid Ångermanälven. Under en stor del av året hölls driften igång, men när det var som varmast, under juli–september, var anläggningen stängd. Tursamt nog hade strömmingen sin lekperiod just under denna tid på året, och många av glasbrukets arbetare deltog i fisket. De byggde också kokhus och sjöbodar. Under vintern hjälptes man åt i de olika familjerna med underhållsarbete, som att laga nät och skötar.
Glasbrukets produktion bestod av fönsterglas, buteljer, men också skålar och små karaffer. Glasmassan var gröngul, beroende på att sanden ofta var förorenad med metaller, speciellt järn. För att glaset skulle bli ofärgat och genomskinligt måste man tillsätta avfärgningsmedel och en sådan process var både dyr och komplicerad.
Att starta Ytterstfors glasbruk var förenat med risk, och redan 1843 ville några av delägarna att glasbruket skulle läggas ner. Från mitten av 1800-talet fick glasbruket ökad konkurrens från Belgien och Tyskland. I dessa länder hade glasbruken lägre kostnader för sina råvaror, medan de svenska glasbruken betalade mer och mer för sin råvaruförsörjning. En förändring i efterfrågan av fönsterglas hade också skett. Det blev modernt med vitt fönsterglas och grönglas gick inte längre att sälja, vilket var en nackdel för de små norrländska glasbruken.
Lönsamheten minskade kraftigt och på 1860-talet fanns risk för att glasbruket skulle läggas ner. För att slippa bli arbetslösa övertog glasblåsarna driften. Ett nytt försök att få lönsamhet gjordes i början av 1870-talet, då Sandö glasbruk i Ångermanland hyrde anläggningen. Trots detta blev lönsamheten inte bättre, och 1878 lades bruket ned.